# Nfpa 15
 (décembre 2021).

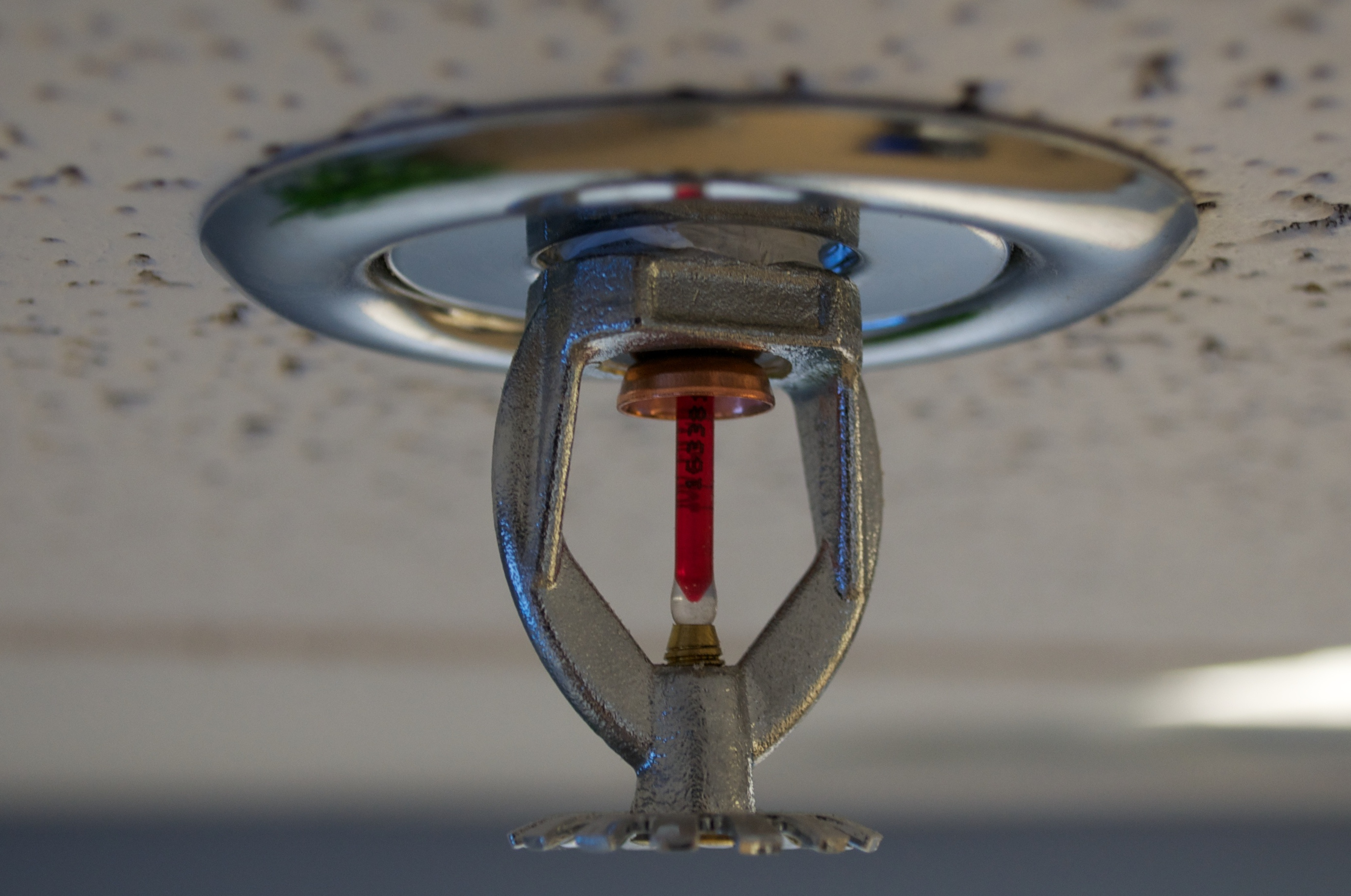
Sprinkler

Le NFPA 15 est un standard créé par l'organisation américaine National Fire Protection Association. Cette norme est surtout utilisée aux États-Unis, mais il n'est pas rare de le retrouver dans d'autres pays. Elle est utilisée dans la réglementation des extincteurs automatiques à eaux, plus communément appelé "sprinklers".

## Histoire
- 1968 : première proposition sur les systèmes de déluge d'eau accrochés[1]. Il faut noter que le nom NFPA 15 est adopté en 1969
- 1969
- 1973 : A1973 Technical Committee Reports (TCR)[2]
- 1977 : A1977 Technical Committee Reports (TCR)[3]
- 1979 : F1979 Technical Committee Reports (TCR)[4]
- 1982 : A1982 Technical committee Reports (TCR)[5]
- 1985 : F1984 Technical Committee Reports (TCR)[6]
- 1990 : A1990 Technical Committee Reports (TCR). L'ANSI a approuvé la version de 1985 en y ajoutant d'autres articles.
- 1996 : A1996 Report on Proposals (ROP)[7]
- 2001 : Report on Proposals (ROP)[8]
- 2007 : Report on Proposals (ROP)[9]
- 2012 : Report on Proposals (ROP)[10]
- 2017 : Public Comments with Responses[11]
- 2022 : Second Draft Meeting Determination Ballot Final Results[12]
- 2026 : Prochain cycle de révision
- 2027 : Prochaine édition à venir

## Objectif
Cette norme contribue à assurer une maîtrise, une extinction, une prévention ou une protection efficace contre les incendies grâce à des exigences relatives à la conception, à l'installation et aux différents tests pour la protection contre les incendies. 
Elle contient également des exigences relatives aux essais périodiques et à l'entretien.

## Utilisation
La NFPA est principalement utilisée aux États-Unis. Un certain nombre de normes sont traduites dans différentes langues, une présence importante en Amérique latine et propose des séminaires de formation en Espagne.
Certaines règles NFPA sont traduites en français par le CNPP (Centre National de Prévention et Protection) dans le cadre d'un partenariat.
En France, les standards NFPA sont utilisés essentiellement par des groupes trans-nationaux, et par ailleurs lorsque des règles françaises sont inexistantes ou incomplètes.
La NFPA 15 est fréquemment utilisée en complément de l'APSAD R1 (Extinction automatique à eau de type sprinkler).